# Titus Brandsma
El santo Titus Brandsma (nacido Anno Sjoerd Brandsma, Bolsward, Frisia, 23 de febrero de 1881-Dachau, 26 de julio de 1942) fue un sacerdote carmelita y profesor de filosofía neerlandés conocido por su vehemente oposición a la ideología nazi y a sus pronunciamientos en contra de esta desde antes de la Segunda Guerra Mundial. Fue canonizado por el papa Francisco el 15 de mayo de 2022.

## Primeros años y juventud
Hijo de Tito y de Tjitse. Fue el segundo de una familia católica, de seis hijos. Brandsma se incorporó a la orden de los carmelitas el 17 de septiembre de 1898, en el noviciado carmelita en Boxmeer, recibiendo el nombre religioso Titus (Tito).
Ordenado sacerdote en 1905, Brandsma fue un estudioso brillante de la mística carmelita, disciplina en la que se doctoró en filosofía en Roma en 1909. A continuación, enseñó en varias escuelas en los Países Bajos. Entre sus logros se encuentra una traducción de las obras de santa Teresa de Ávila al neerlandés. 
La abundante documentación recogida por el estudioso en su estudio del misticismo holandés es la base para el actual Instituto Tito Brandsma de Nimega, dedicado al estudio de la espiritualidad.

## Profesor y periodista
Brandsma fue uno de los fundadores de la Universidad Católica de Nimega (actualmente Universidad Radboud), donde se desempeñó como profesor de filosofía e historia de la mística durante el curso 1923-1924. Más tarde fue elegido Rector Magnífico.
El padre Brandsma también trabajó como periodista y fue consejero eclesiástico de varios periódicos católicos a partir de 1935. Fue su lucha contra la propagación de la ideología nazi y en favor de la educación y la libertad de prensa lo que llamó la atención de los nazis.
Titus Brandsma fue un defensor de la lengua internacional esperanto y fue miembro de la Unión Internacional de Esperantistas Católicos (IKUE). También fue activista en favor de la lengua frisia, fue miembro de varias instituciones de ese ámbito y escribió un manual de la lengua.

## Resistencia y ejecución

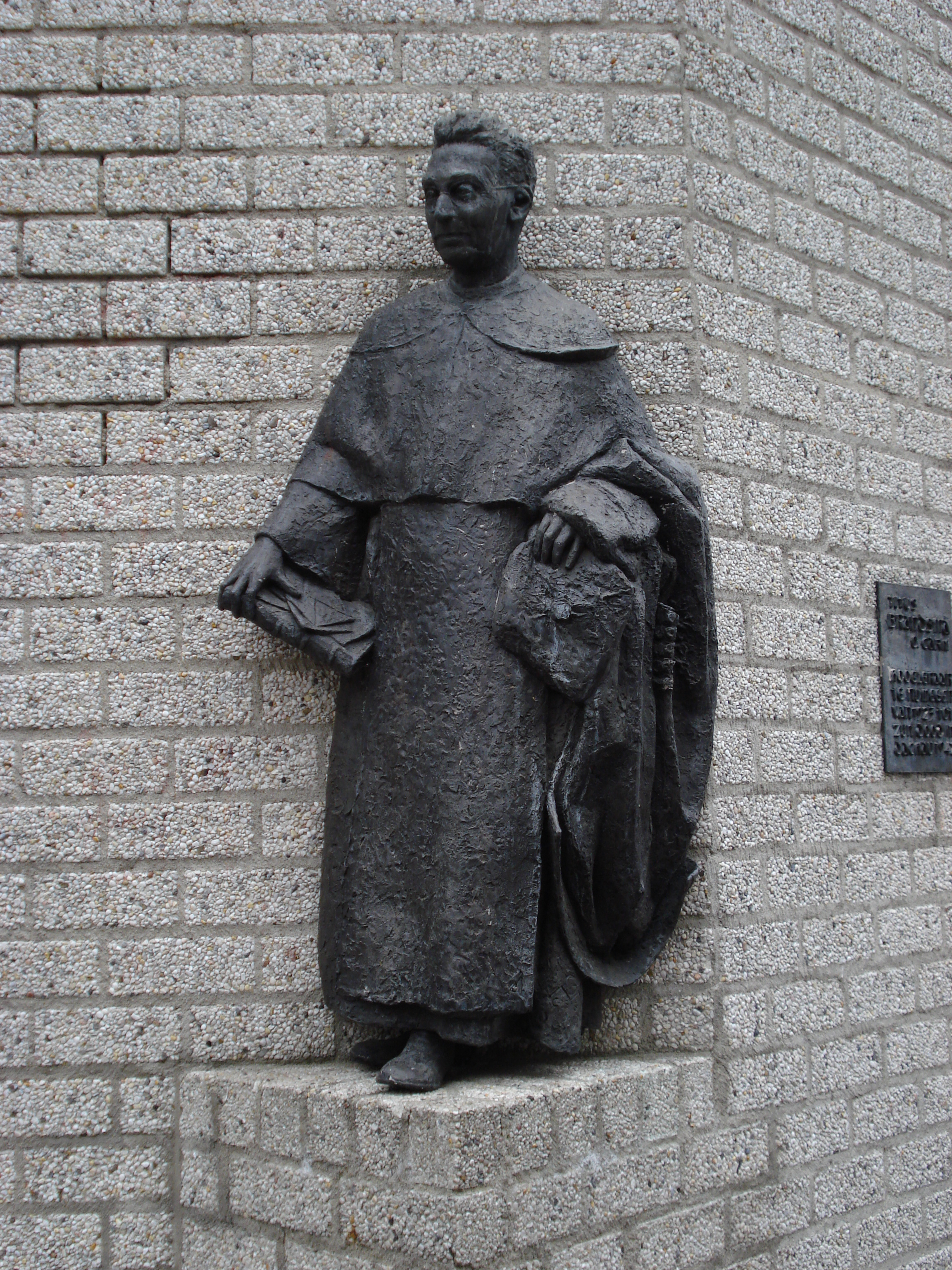
Estatua de Brandsma en Nimega.

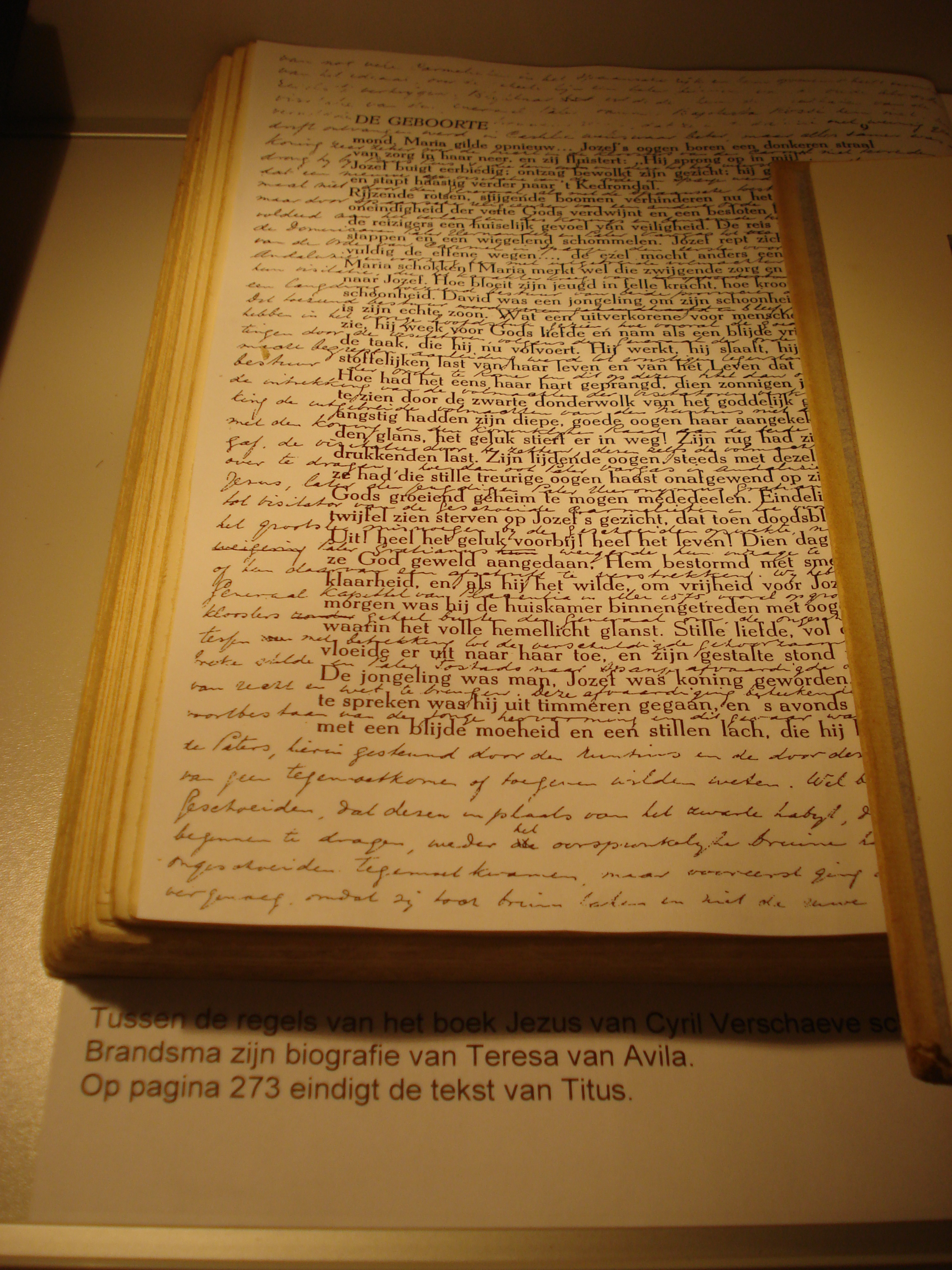
Manuscrito de la biografía de Teresa de Jesús escrito por Brandsma en prisión, aprovechando los huecos de otro libro.

Fue detenido en enero de 1942, cuando trataba de persuadir a los periódicos católicos holandeses para que no incluyesen propaganda nazi en sus ediciones, contraviniendo de este modo la ley nazi para los territorios ocupados.
Previamente había colaborado en la elaboración una carta pastoral, que se leyó en todas las parroquias, por la que los obispos holandeses condenaban oficialmente las medidas antisemitas nazis y las primeras deportaciones de judíos. En dicha carta se afirmaba que el nazismo era incompatible per se con el catolicismo.
Después de la carta, los nazis deportaron a los primeros c. de 3000 judíos procedentes de los Países Bajos, todos ellos convertidos al catolicismo.
El mismo Brandsma fue detenido en 1942 y trasladado a Dachau el 13 de junio, después de haber sido prisionero en Scheveningen, Amersfoort, y Cléveris. En Dachau fueron reunidos la mayoría de los prisioneros cristianos detenidos por los nazis.
El 26 de julio de 1942, Tito entregó su rosario a la enfermera que le administró la inyección letal que le produjo la muerte ese día. ,Años después, esta enfermera, arrepentida, declaró en el proceso de canonización del sacerdote. También un pastor protestante recluido junto a Brandsma en Dachau y que logró salvar su vida afirmó en su proceso que «aquel hombre estuvo tocado por la gracia de Dios y espero encontrarme con él algún día en el cielo».

## Obra
Algunos libros pueden encontrarse como producto de la autoría de Tito y son: 
- Camino del cielo. Pensamientos espirituales.
- El Carmelo, escuela de Santidad
- Escritos en tiempos de nacionalsocialismo
- Vivir con María y como María
- Cartas a la Familia.

## Honores póstumos
Tito Brandsma es honrado como santo mártir dentro de la Iglesia católica. Fue beatificado el 5 de noviembre de 1985 por San Juan Pablo II y canonizado por el papa Francisco el 15 de mayo de 2022. Su fiesta se celebra el día 27 de julio.
En 2005, Tito Brandsma fue elegido por los habitantes de Nimega como el ciudadano más grande de la ciudad en su historia. Varios libros se han escrito sobre Tito. 